# Rue (Somme)
Rue je francouzská obec v departementu Somme v regionu Hauts-de-France. V roce 2010 zde žilo 3 145 obyvatel. Je centrem kantonu Rue.